# 月形单孢菌目
月形单孢菌目 （学名：Selenomonadales）也称硒单孢菌目，为厚壁菌纲的一目细菌。此目的模式属为月形单孢菌属(Selenomonas)。

## 科
- 月形单孢菌科 Selenomonadaceae Campbell et al. 2015
- Sporomusaceae Campbell et al. 2015